# Dolmens de Bezonnes
Les quatre dolmens de Bezonnes sont situés à Rodelle dans le département français de l'Aveyron en France.

## Dolmen n°1
44° 27′ 51″ N, 2° 37′ 53″ E
Le dolmen n°1, connu sous le nom de Roc de la Françoune, est inscrit au titre des monuments historiques en 1994.

## Dolmen n°2
44° 27′ 23″ N, 2° 38′ 33″ E

## Dolmen n°3
44° 27′ 21″ N, 2° 38′ 02″ E

## Dolmen n°4
44° 27′ 59″ N, 2° 37′ 53″ E